# Kaponjärgatan
Kaponjärgatan är en gata i stadsdelen Haga i Göteborg. Den är cirka 280 meter lång och sträcker sig från Södra Allégatan till Frigångsgatan nedanför Skansberget.
Gatan fick sitt namn år 1855 efter den kaponjär – en bred vallgrav med en jordupphöjning i mitten – som förband Skansen Kronan med bastionen Carolus Rex. Kaponjären uppfördes under åren 1687–1692 och år 1865 fattades beslut om att fylla igen den. Namnets stavning har varierat genom åren, men sedan år 1923 är stavningen Kaponjär- enligt Göteborgs kartverk.